# قمح ديفيد فايف الأحمر

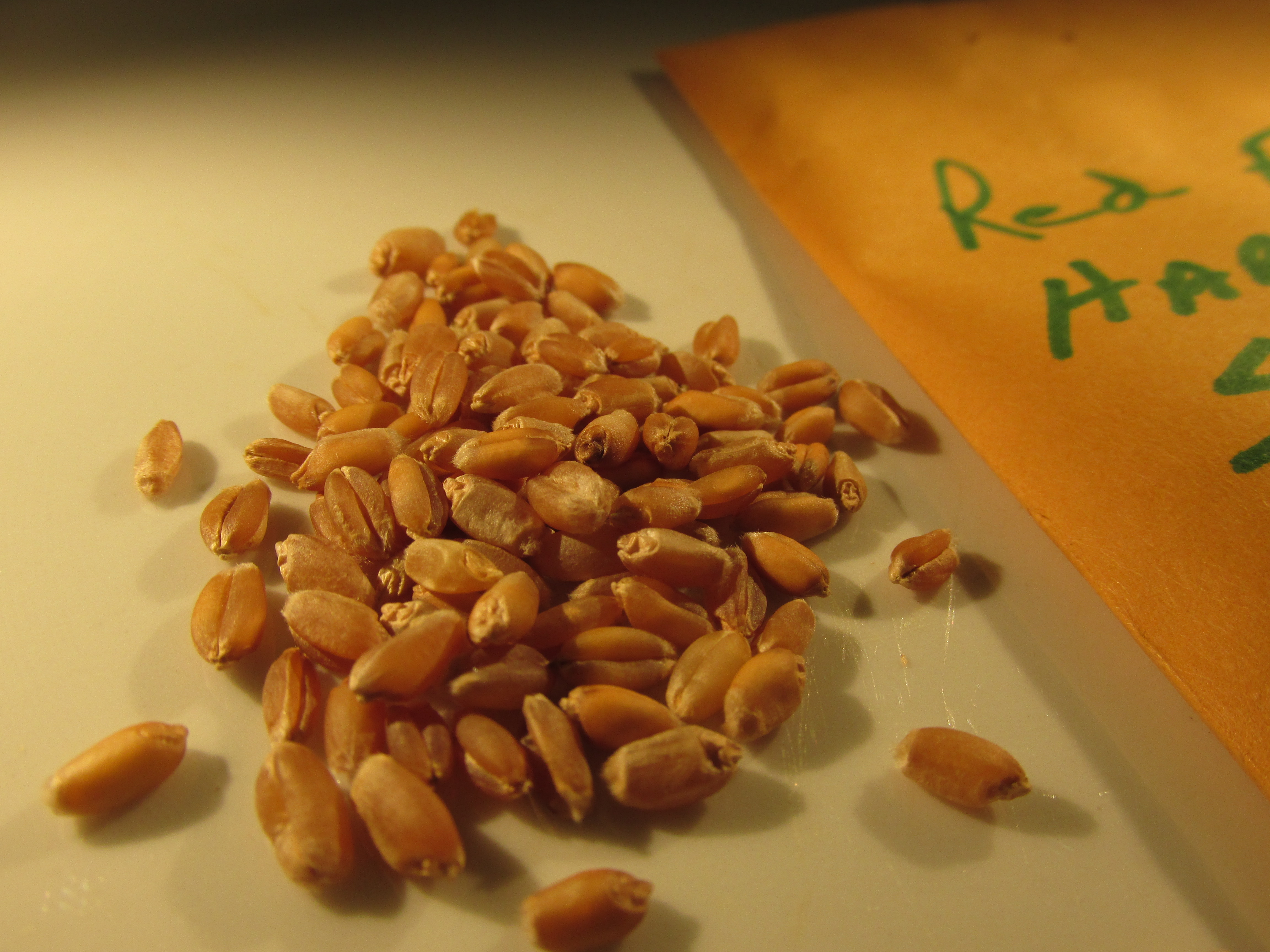
قمح ديفيد فايف الأحمر - صنف من أصناف القمح الكندي

قمح ديفيد فايف الأحمر: بالإنجليزية Red Fife wheat هو أحد أصناف القمح الذي كان معياراً لصناعات الخبز والطحن للقمح في كندا للفترة من عام 1860 إلى عام 1900. أُرسل هذا القمح في الأصل إلى مدينة بيتربورو، أونتاريو، للمزارع ديفيد ألكساندر فايف في عام 1840، ومنه أخذ هذا النوع من القمح اسمه. من المستحيل التحقق من مصدر القمح كون الحبوب قد تنقلت حول العالم منذ عدة قرون. يعد هذا النوع من القمح من أقدم أنواع القمح في كندا، وكان هو النوع الأكثر شيوعًا من القمح المزروع في كندا في ستينيات القرن التاسع عشر، ولكنه قد اختفى تقريبًا بحلول عام 2019. لا توجد أصناف محلية من القمح في كندا.

## قصة ديفيد الكسندر فايف
في أوائل الأربعينيات من القرن التاسع عشر، قام المزارعون في منطقة ميدلاندز بكندا ويست - الاسم الجديد لكندا العليا بعد قانون الاتحاد لعام 1840 - بزراعة نوع من القمح الشتوي المعروف باسم سيبيريا. تم تقديمه إلى كندا على أمل أن ينجو من فصول الشتاء الكندية القاسية. لكن صنف القمح السيبيري كان عرضة لمرض صدأ القمح وكانت غلاته منخفضة.
كتب ديفيد فايف (1805-1877)، وهو مزارع كندي اسكتلندي المولد، إلى صديق له في غلاسكو يطلب عينات من بذور القمح الجيدة. حصل صديقه على عينة قمح من سفينة من دانزيج، بروسيا (الآن غدانسك، بولندا) وأرسلها إلى فايف وعندها وصلت العينة ليد فايف قبل وقت البذر الربيعي مباشرة، ولم يكن يعرف ما إذا كان نوعًا من القمح الخريفي أو الربيعي، وقرر السيد فايف بزرع جزء من الكمية في ذلك الربيع، وانتظر النتيجة. ثبت أن الناتج كان به تساقط للقمح لأن معظم الحبوب لم تنضج أبدًا. ومع ذلك، فقد بلغت ثلاث سنابل، والتي نمت من حبة واحدة في مرحلة النضج.
هناك احتمالان، أن الحبة المفردة التي نمت منها السنابل الثلاثة كانت هجينًا عرضيًا، أو أن نواة البذرة المفردة كانت عبارة عن صنف قمح ربيعي ممزوج بسلالة قمح شتوي. على أي حال، احتفظ فايف بالبذور التي تساقطت من السيقان والتي كانت ناضجة، وزرعها في العام التالي حيث نمت لتصبح خالية تمامًا من مرض الصدأ. استمر فايف في رعاية البذور المحصودة بعناية وبحلول عام 1848 كان قد جمع 240 مكيالاً من الصنف الجديد الذي وزعه على جيرانه من أجل البذور. بحلول عام 1860، حل قمح ديفيد فايف الأحمر محل جميع الأصناف الأخرى المستخدمة في كندا. سرعان ما أصبح هو النوع القياسي للقمح «الربيعي الصلب» في أمريكا الشمالية وبحلول نهاية القرن التاسع عشر كان يعتبر على نطاق واسع أفضل قمح ربيعي في العالم بسبب مقاومته للصدأ، ولنضجه المبكر، وإنتاجيته العالية وامتيازه بمواصفات الطحن الممتاز والخبز.

## متحف القمح والزراعة العضوية
في عام 1987، أنشأ شارون ريمبل «متحفًا حيًا للقمح» في طاحونة غريست بقرية كيريميوس، وهو موقع للتاريخ الحي من ثمانينيات القرن التاسع عشر في كيريميوس، كولومبيا البريطانية بكندا. تضمنت الأصناف التراثية من قمح: ديفيد فايف، لادوغا، بيشوب، بريستون، هارد رَد كالكتا، ماركس وستانلي.
بدأت جينيفر سكوت وفلاحوا الزراعة العضوية في إقليم محافظات ماريتايمز الكندي بزراعة القمح التراثي في منتصف التسعينيات. في عام 1999 بدأ المزارع كيري سميث من مدينة أونواي في ألبرتا بزراعة القمح من نوع ديفيد فايف الأحمر وأنواع تاريخية أخرى، وفي الأعوام 2000 و 2001 و 2002، اشترك والتر والتشوك من جمعية ألبرتا للزراعة العضوية، جنبًا إلى جنب مع ريمبل، في استضافة تجارب الزراعة العضوية لحقول القمح التراثي في جميع أنحاء ألبرتا.

## في قائمة الأطعمة المحلية التراثية
في عام 2003 رشح كل من مارا جيرنيغان وسنكلير فيليب من منظمة الطعام البطيء في كندا قمحَ ديفيد فايف الأحمر إلى قائمة دليل سفينة التذوق العالمي للأطعمة التراثية المعرضة للخطر والمهددة بالانقراض والتي تحافظ عليها منظمة الطعام البطيء العالمية للطعام المحلي والطهي التقليدي، وكان هذا أول قمح تراثي يوضع في دليل سفينة التذوق. هناك العديد من المخابز الحرفية التي تستخدم قمح ديفيد فايف الأحمر في منتجاتها.